# Cmentarz ewangelicki w Mikówcu
Cmentarz ewangelicki w Mikówcu – pochodzący z XIX wieku zabytkowy cmentarz niemieckich osadników z pobliskich kolonii Kąty i Tomice wyznania ewangelickiego położony na skraju wsi Mikówiec. Po drugiej wojnie światowej cmentarz został pozbawiony opieki i obecnie cały jest porośnięty lasem. Na początku lat 90. został wpisany do ewidencji zabytków.